# Selim Abdulakim
Selim Abdulakim (transcris de multe ori în limba română sub forma: Selim Abdulachim) (n. 1886 – d. 28 martie 1943, Constanța) a fost primul avocat tătar din România, politician, membru în Parlamentul României, militant pentru cauza etnicilor tătari și turci musulmani din România.

## Biografie
Selim s-a născut în 1886. A fost fratele sublocotenentului Kázím Abdulakim, erou al Armatei Române care și-a pierdut viața în Primul Război Mondial, în Bătălia de la Mărășești din 1917. Sora lui Selim, cunoscută sub numele de Șefika sau Sapiye, a fost soția poetului Mehmet Niyazi. Selim a fost căsătorit cu Sayide (transcrisă de multe ori în limba română sub forma Saide).
Începând cu anul 1911 a urmat cursurile Facultății de Drept din București, beneficiind de un ajutor de 30 lei din partea Fundației Universitare Carol I, întrucât era lipsit de mijloace materiale. După absolvire Selim a fost avocat în baroul de Constanța. În perioada interbelică a fost președintele comunității musulmane din Constanța și viceprimarul orașului. A fost membru al Parlamentului României, unde a apărat drepturile musulmanilor din Dobrogea și a atras atenția asupra faptului că ignorarea tuturor doleanțelor lor conduce la emigrare, iar aceasta constituie un pericol național.
Lui Selim îi plăcea să îi ajute pe tineri. În 1929 a înființat Fondul Cultural Musulman Selim Abdulakim, o asociație culturală care își propunea să-i sprijine pe elevii și studenții musulmani. Asociația avea sediul în Constanța, la intersecția dintre bulevardul Ferdinand și strada Mircea cel Bătrân.
Abdulakim a murit pe 28 martie 1943 în Constanța. Este înmormântat alături de Sayide (1894-1967) în Cimitirul Central Musulman din Constanța la: 44.173120|28.622248.